# دانشکده ریاضی دانشگاه تبریز
دانشکدهٔ ریاضی، آمار و علوم کامپیوتر ؛ یکی از دانشکده‌های دانشگاه تبریز است. این دانشکده دارای چهار گروه آمار، ریاضی کاربردی، علوم کامپیوتر و ریاضی محض است.

## گروه‌ها

### آمار
گروه آمار و کامپیوتر در سال ۱۳۵۷ تأسیس شد و در سال ۱۳۷۷ این گروه به دوگروه آمار و گروه کامپیوتر تفکیک شد. در سال ۱۳۷۷ اولین گروه از دانشجویان کارشناسی آمار وارد دانشکده شدند و اولین گروه دانشجویان کارشناسی ارشد در گرایش آمار ریاضی در مهر ماه سال ۱۳۸۶ وارد دانشکده شدند.
گرایش های آمار در دانشکده به شرح زیر است:
1. آمار ریاضی
2. فرایند های تصادفی
3. نظریة احتمال

### ریاضی کاربردی
در سال ۱۳۷۵ دانشکده علوم دانشگاه تبریز به چهار دانشکده شیمی، فیزیک، علوم طبیعی و علوم ریاضی تقسیم شد. در این سال به طور همزمان دانشکده ریاضی به چهار گروه آموزشی تحت عناوین گروه ریاضی محض، گروه ریاضی کاربردی، گروه آمار و گروه کامپیوتر منشعب گردید. گروه ریاضی کاربردی با مدیریت آقای دکتر محمد یعقوب رحیمی اردبیلی و اعضای هیئت علمی آقایان دکتر میر کمال میر نیا، دکتر محمد یعقوب رحیمی، دکتر علی اصغر جدیری اکبر فام، آقای عیسی اقدسی وآقای خلخالی فعالیت اختصاصی خود را آغاز نمود.
- اولین دوره از دانشجویان کارشناسی ریاضی کاربردی در سال ۱۳۷۵ پذیرش شدند. از آن سال به بعد به طور منظم سالانه حدوداً ۴۵ نفردانشجو پذیرش شدند.
- دوره کارشناسی ارشد ریاضی کاربردی با گرایش آنالیز عددی در سال ۱۳۷۱ با پذیرش چهار نفر فعالیت خود را آغاز نمود. در حال حاضر سالانه با پذیرش ۱۴ الی ۱۸ نفر دانشجوی کارشناسی ارشد در دو گرایش آنالیز عددی و معادلات دیفرانسیل فعالیت خود را ادامه می‌دهد.
- اولین دوره از دانشجویان دوره دکتری ریاضی کاربردی در سال ۱۳۷۹ به تعداد پنج نفر با راهنمایی آقایان دکتر محمد یعقوب رحیمی اردبیلی، دکتر میر کمال میر نیا و دکتر علی اصغر جدیری وارد دانشگاه تبریز شدند. از این سال به بعد، سالانه حدود ۴ دانشجو در مقطع دکتری در گرایش‌های مختلف پذیرش می‌شوند.

در حال حاضر گروه ریاضی کاربردی با نه نفر اعضای هیئت علمی (یک نفر استاد- دو نفر دانشیار – شش نفراستایار) فعالیت علمی و پژوهشی خود را در مقاطع کارشناسی، کارشناسی ارشد و دکتری ادامه می‌دهد.
گرایش های ریاضی کاربردی به شرح زیر است:
1. آنالیز عددی
2. تحقیق در عملیات و بهینه سازی
3. جبرخطی عددی
4. حل عددی معادلات دیفرانسیل
5. ریاضیات مالی

### علوم کامپیوتر
گروه علوم کامپیوتر در مهرماه ۱۳۷۹در دانشکده علوم ریاضی دانشگاه تبریز با همت آقای پروفسور آیاز عیسی زاده بایگانی‌شده  در ۹ ژوئن ۲۰۱۹ توسط Wayback Machine با ۴ نفر هیئت علمی تمام وقت تشکیل گردید و همزمان با آن اقدام به پذیرش دانشجوی رشته علوم کامپیوتر به تعداد ۴۰ نفر نمود. در حال حاضر گروه علوم کامپیوتر، با ۷ نفر عضو هیئت علمی، در تمام مقاطع کارشناسی، کارشناسی ارشد، و دکترا دانشجو می‌پذیرد.
گرایشهای تخصصی موجود در گروه: ۱) سیستمهای کامپیوتری ۲) سیستمهای هوشمند
تعداد دانشجو: کارشناسی: ۱۶۰ نفر، کارشناسی ارشد: ۴۰ نفر، و دکترا: ۲۰ نفر

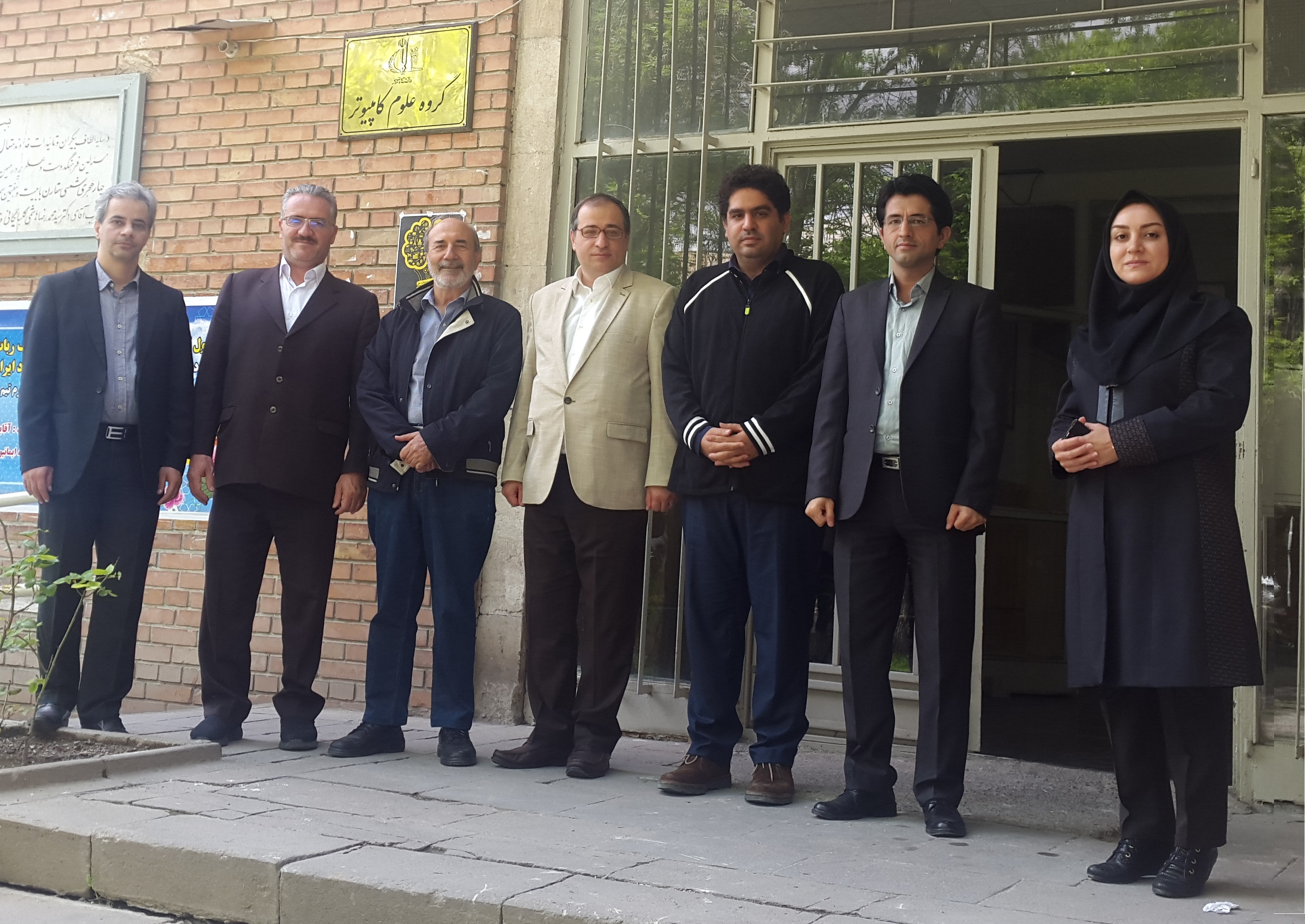
اعضا هیئت علمی گروه علوم کامپیوتر

هم اکنون اعضای هیئت علمی این گروه عبارتند از:
1. آقای پروفسور آیاز عیسی زاده
2. آقای دکتر جابر کریم‌پور
3. آقای دکتر شهریار لطفی
4. آقای دکتر جعفر رزم‌آرا
5. آقای دکتر حبیب ایزدخواه
6. خانم دکتر فرناز ماهان
7. آقای دکتر جواد حاجی‌پور

زمینه‌های تحقیقاتی استادان و دانشجویان تحصیلات تکمیلی این گروه از تنوع زیادی برخوردار است که بعضی از این زمینه‌ها عبارتند از: مهندسی نرم‌افزار، ‌سیستم‌های موازی و توزیعی، ‌
هوش مصنوعی،‌ پردازش تکاملی، سیستم‌های هوشمند‌، امنیت اطلاعات و داده، بیوانفورماتیک، یادگیری ماشین ،داده کاوی، معماری نرم‌افزار، وارسی و درستیابی سیستمهای نرم‌افزاری.
در ضمن در این گروه آزمایشگاه‌های سیستم‌های کامپیوتری، سیستم‌های هوشمند، پژوهش‌های پیشرفته و پردازش سریع در زمینه‌های تخصصی فعالیت می‌کنند. بایگانی‌شده  در ۷ ژوئن ۲۰۱۹ توسط Wayback Machine

### ریاضی محض
گروه ریاضی در مهرماه ۱۳۴۸ دردانشکده علوم دانشگاه تبریز تشکیل گردید و همزمان با آن اقدام به پذیرش دانشجوی رشته ریاضی (محض) به تعداد ۴۷ نفر نمود. در سال تحصیلی ۵۰–۱۳۴۹ دوره فوق لیسانس (کارشناسی ارشد) ریاضی محض با همکاری استادان خارجی که عمدتاً از کشورهای هندوستان و پاکستان بودند در دانشگاه تبریز دایر شد. این دوره، پنج سال ادامه یافت و سپس تعطیل شد. پس از بازگشایی دانشگاه‌ها (بعد از انقلاب اسلامی) دوباره دوره کارشناسی ارشد از سال ۱۳۶۳ فعالیت خود را با برنامه‌های جدید و بدست استادان ایرانی از سر گرفت. در سال ۱۳۷۲ دوره دکتری ریاضی محض در دو گرایش آنالیز و جبر ایجاد شد و از سال ۱۳۷۹ در شاخه هندسه نیز دانشجوی دکتری پذیرفته شد.
در حال حاضر تعداد دانشجویان شاغل به تحصیل، به شرح زیر است:
- کارشناسی ۱۶۴ نفر – کارشناسی ارشد ۶۴ نفر – دکتری ۲۱ نفر

گرایش های موجود در رشتة ریاضی محض به شرح زیر است:
1. جبر (نظریه گروه ها ، جبر جابجایی ، جبر لی ، جبر چند خطی)
2. آنالیز ریاضی (آنالیز تابعی ، آنالیز هارمونیک ، آنالیز مختلط ، آنالیز هندسی)
3. منطق ریاضی
4. ترکیبیات و نظریة گراف
5. معادلات دیفرانسیل و سیستم های دینامیکی
6. هندسه ( هندسة دیفرانسیل )